# Steve Hawkins
Stephen Mark "Steve" Hawkins (født 14. januar 1971 i Hobart) er en australsk tidligere roer og olympisk guldvinder.
Steve Hawkins' første store internationale resultat kom, da han som en del af den australske letvægtsfirer vandt bronze ved VM i 1990, et resultat han var med til at forbedre året efter, hvor det blev til VM-guld.
Ved OL 1992 i Barcelona stillede han op i dobbeltsculler sammen med Peter Antonie. De vandt deres indledende heat og havde bedste tid af alle, og semifinalen vandt de forholdsvis sikkert. I finalen udkæmpede de en hård kamp med den østrigske båd, men mod slutningen af løbet fik de to australiere overtaget og vandt med et forspring på over et sekund til østrigerne Arnold Jonke og Christoph Zerbst, der fik sølv, mens Nico Rienks og Henk-Jan Zwolle fra Holland fik bronze. Det var Australiens første OL-guld i roning siden Mervyn Wood vandt i singlesculler i 1948.
Ved VM i 1993 roede han singlesculler og blev nummer to. Dette blev hans sidste internationale medalje.

## OL-medaljer
- 1992:  Guld i dobbeltsculler